# Brestovec (powiat Komárno)
Brestovec (węg. Szilas) – wieś i gmina (obec) w powiecie Komárno w kraju nitrzańskim na Słowacji, sama wieś pierwszy raz wzmiankowana w 1327 roku.
W 2011 roku Brestovec zamieszkiwały 473 osoby, około 95% mieszkańców stanowili Węgrzy, 2% Słowacy.